# Localisation des pyramides égyptiennes
Il existe en Égypte une multitude de pyramides concentrées, pour la plupart, dans la région memphite et érigées durant une longue période s'étalant de l'Ancien Empire jusqu'au Nouvel Empire. Cet article a pour but de proposer des recherches chronologiques et géographiques ainsi qu'une recherche basée sur les listes de références dressées par Karl Richard Lepsius et John Shae Perring au XIXe siècle.

## Localisations géographiques

### Carte générale de l'Égypte
| Pyramide d'Éléphantine Pyramide d'Al-Koula Pyramide d'Edfou Pyramide de Nagada Pyramide de Sinki Pyramide de Khoui (Dara) Pyramide de Zaouiet el-Meïtin |

### Carte détaillée de la région memphite (carte 2)
| Pyramide numéro 1 de Lepsius Pyramide de Djédefrê Pyramide de Khéops Pyramide de Khéphren Pyramide de Khentkaous Ire Pyramide de Mykérinos Pyramide de Sésostris II Pyramide de Hawara Pyramide de Seïlah Pyramide de Meïdoum Pyramide de Sésostris Ier Pyramide d'Amenemhat Ier Pyramide sud de Mazghouna Pyramide nord de Mazghouna |

### Carte détaillée de Zaouiet el-aryan à Dahchour (carte 3)
| Grande excavation Pyramide à tranches pyramide inachevée Pyramide de Sahourê Pyramide de Niouserrê Pyramide de Néferirkarê Pyramide de Néferefrê Pyramide de Khentkaous II Pyramide numéro 24 de Lepsius Pyramide numéro 25 de Lepsius Pyramide de Menkaouhor Pyramide de Téti Pyramide d'Ouserkaf Pyramide de Néferhétepès Complexe funéraire de Djéser Pyramide d'Ounas Complexe funéraire de Sekhemkhet Pyramide de Pépi Ier Pyramide de Djedkarê Isési Pyramide de Mérenrê Ier Pyramide de Qakarê-Ibi Pyramide de Pépi II Mastaba de Chepseskaf Pyramide de Khendjer Pyramide inachevée de Saqqarah sud Pyramide de Sésostris III Pyramide numéro 50 de Lepsius Pyramide rouge Pyramide d'Amenemhat II Pyramide rhomboïdale Pyramide d'Amenemhat III Pyramide d'Ameni Kemaou |

## Ordre chronologique
Quelques pyramides souffrant d'un état de délabrement très avancé, échappent encore à la classification. À savoir :
- la pyramide numéro 1 de Lepsius (située à Abou Rawash)
- la pyramide numéro 24 de Lepsius (située à Abousir)
- la pyramide numéro 25 de Lepsius (située à Abousir)
- la pyramide numéro 50 de Lepsius (située à Dahchour)

## Les pyramides perdues
Près d'une centaine de pyramides (pyramides subsidiaires et provinciales comprises) sont actuellement connues. Les pyramides de plusieurs souverains de l'Ancien Empire n'ont pas encore pu être localisées, notamment celles d'Ouserkarê, Mérenrê II et Nitocris. De même, des pyramides de reines reposent toujours enfouies sous les sables : celles de Sechséchet Ire et Ânkhésenpépi Ire, auxquelles il faut sans doute ajouter quelques pyramides de souverains et reines obscurs de la Première et de la Deuxième Période intermédiaire n'ayant laissé aucune trace dans l'histoire.
L'égyptologue allemand Rainer Stadelmann a décelé les vestiges de trois pyramides, toutes situées à Dahchour, la pyramide A de Dahchour sud, la pyramide B de Dahchour sud et la pyramide anonyme de Dahchour. Cette dernière, située au sud de la celle d'Amenemhat II a été très endommagée par la construction d'un pipeline. Les deux pyramides de Dahchour sud n'ont encore fait l'objet d'aucune étude.
Une étude  a été effectuée en 2006 par l'équipe allemande du Deutsches Archäologisches Institut. Celle-ci visait à repérer des vestiges dans deux zones vierges de toutes prospections, celles de Saqqarah Sud et de Dahchour Sud (près de Mazghouna). Il en est ressorti que, outre de nombreux monuments divers, des pyramides inachevées devaient reposer sous les sables. L'équipe nomma deux pyramides, pyramide SAK S3 et pyramide SAK S7, situées près de la pyramide inachevée de Saqqarah sud et de la pyramide de Khendjer, ainsi que pyramide DAS 53, près de la pyramide nord de Mazghouna. Aucune fouille n'est actuellement programmée pour mettre au jour l'un ou l'autre de ces monuments.

## Position sur la liste de Lepsius
Cette liste, établi par le voyageur Karl Richard Lepsius en 1842, regroupe soixante-sept constructions (toutes ne sont pas des pyramides) dont la plus au nord se situe à Abou Rawash.